# فرودگاه فرانکفورت-هایلند
فرودگاه فرانکفورت-هایلند (به انگلیسی: Frankfort-Highland Airport) یک فرودگاه همگانی بهره‌برداری هوایی است که یک باند فرود آسفالت دارد و طول باند آن ۷۷۷ متر است. این فرودگاه در کشور ایالات متحده آمریکا قرار دارد و در ارتفاع ۴۰۴ متری از سطح دریا واقع شده‌است.